# Listă de filme bazate pe mitologia greco-romană

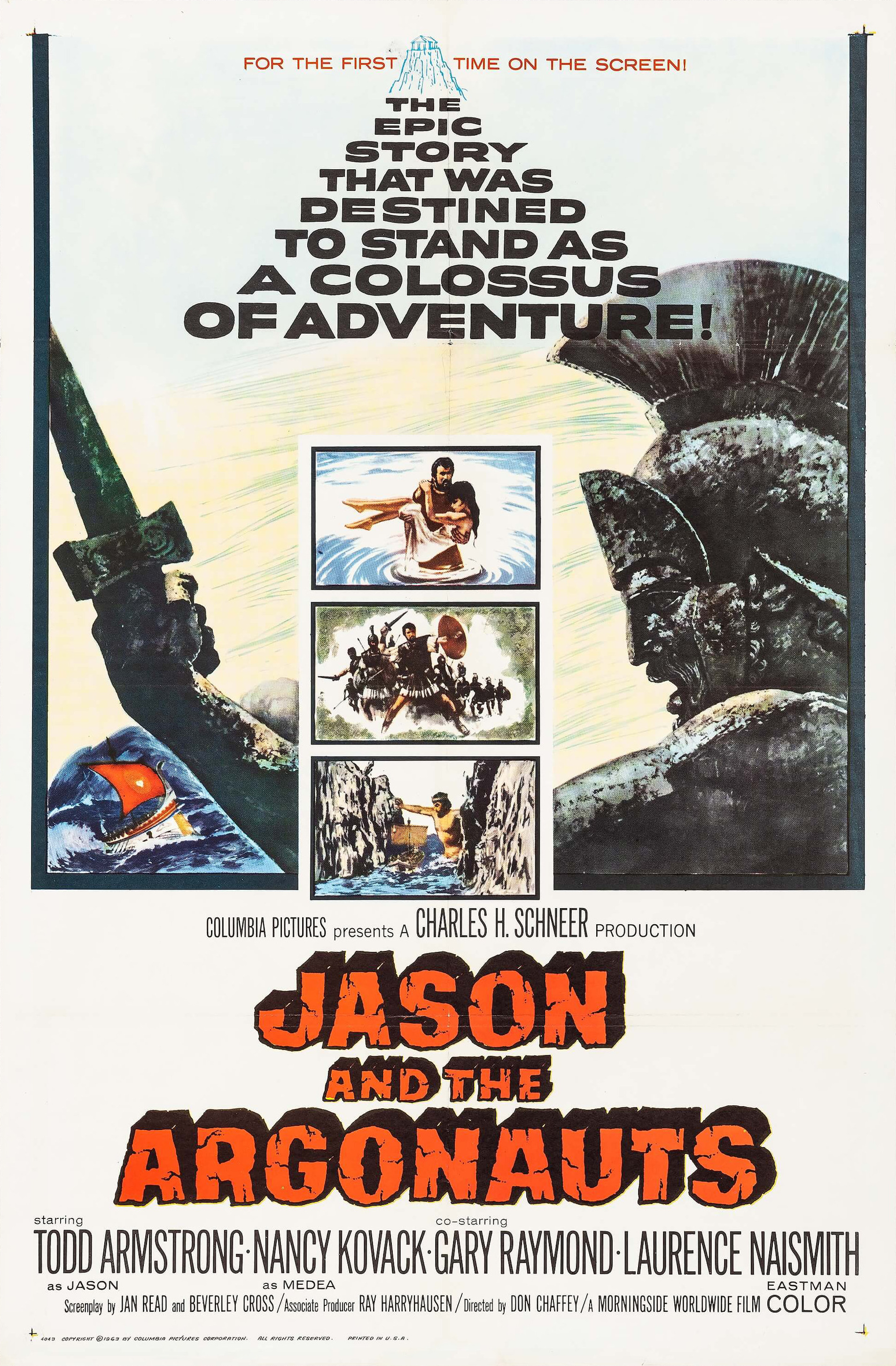
Afișul filmului Iason și Argonauții din 1963

Aceasta este o listă de filme bazate pe mitologia greco-romană.

## Filme bazate peAeneas,Războiul troiansau opera luiHomer
- L'Île de Calypso: Ulysse et le géant Polyphème (1905)
- Odissea (1911)
- Helena (1924)
- Ulysses (1955)
- Helen of Troy (1956)
- La Guerra di Troia (1961) Italia
- La Leggenda di Enea  (1961) Italia
- Electra (1962 film) Grecia, în regia lui Michael Cacoyannis;
- Ulysses (1967), ecranizare a romanului lui James Joyce Ulysses
- Odiseea (L'Odissea, 1968) Italia - miniserial TV
- Eneide (1971) Iugoslavia/Italia - miniserial TV
- Troienele (1971 film) UK, USA, Grecia, în regia lui Michael Cacoyannis;
- The Return of Ulysses to His Homeland (1973) UK - film TV
- Ifigenia (film din 1977) Grecia, în regia lui Michael Cacoyannis, bazat pe piesa de teatru a lui Euripide, Ifigenia în Aulis;
- Uliisses (1982) Germania
- Les Troyens (1984) Statele Unite - film TV
- Falling Down (1993) Statele Unite
- Il ritorno d'Ulisse in patria (1985) Austria - versiune TV  filmată a operei
- Ulysses' Gaze  (1995) Grecia
- Dido & Aeneas (1995) UK - film TV
- Dido and Aeneas (1995) Canada - versiune filmată a operei
- Odiseea (The Odyssey, 1997)
- Hercules (1997)
- The Animated Odyssey (2000) Statele Unite - film TV de animație
- "O Brother, Where Art Thou?" (2000) - bazat pe Odiseea
- Helen of Troy (2003)
- L'Odyssée (2003) Canada - film TV
- Troia (Troy, 2004)
- Percy Jackson & the Olympians: The Lightning Thief (Percy Jackson și Olimpienii: Hoțul Fulgerului, 2010)
- Percy Jackson & the Olympians: The Sea of Monsters (Percy Jackson: Marea Monștrilor, 2013)

## Filme despreIasonșiArgonauți
- Hercules (Le Fatiche di Ercole/ The Labors of Hercules, 1958) cu Steve Reeves
- Jason and the Argonauts (1963) Statele Unite
- Jason and the Argonauts (2000) Statele Unite - TV mini-series
- The Spirit (2008) Statele Unite - despre Lâna de Aur și sângele lui Hercule.

## Filme despreHercule

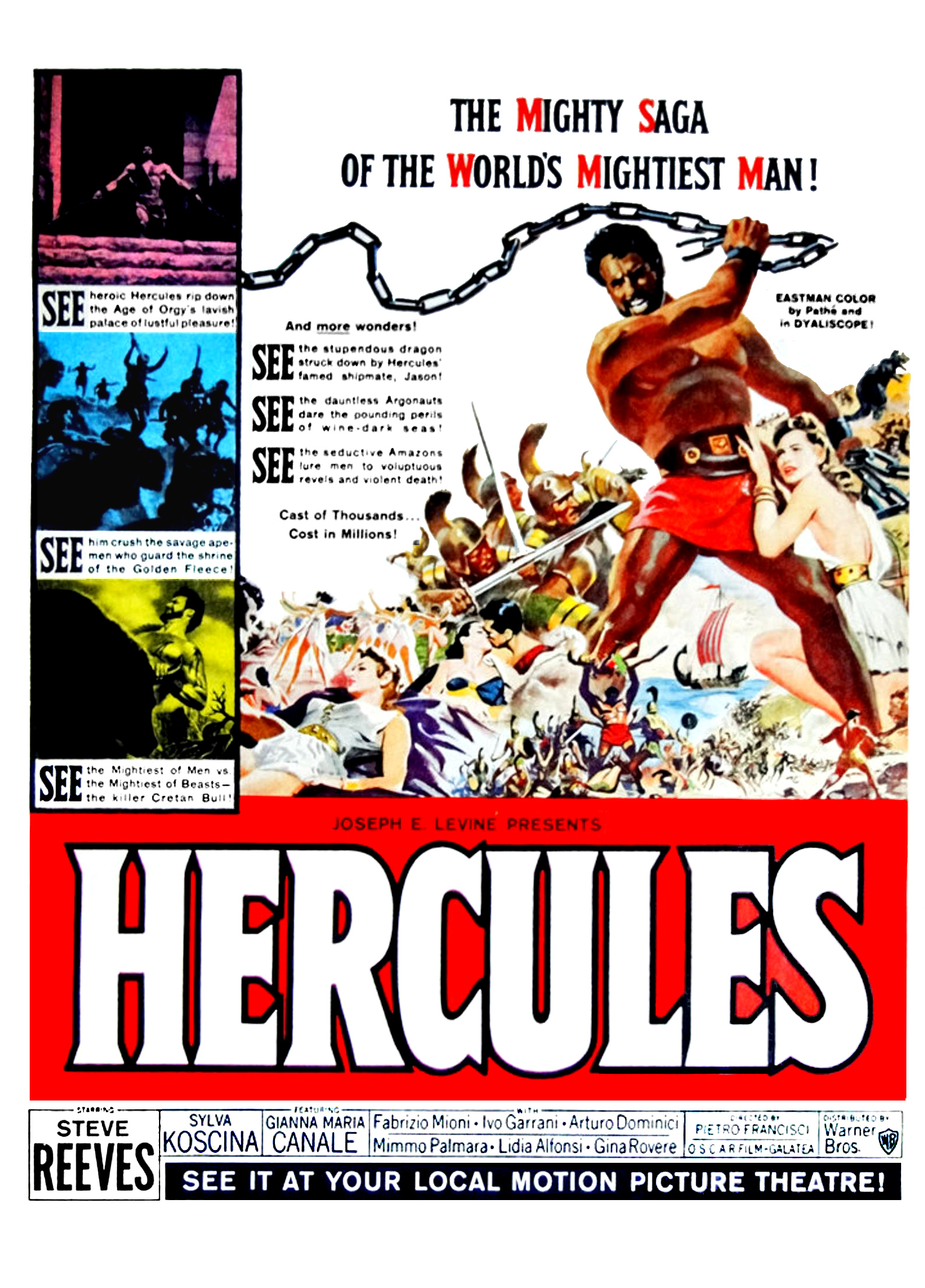
Reclamă dintr-o revistă la filmul Hercules din 1958

O serie de 19 filme cu Hercule au fost făcute în Italia la sfârșitul anilor '50 și începutul anilor '60. Filmele au fost toate continuări ale filmului peplum de succes cu Steve Reeves, "Le fatiche di Ercole" (1957), iar fiecare film a fost o poveste de sine stătătoare fără legătură cu celelalte. Actorii care au jucat rolul lui Hercule în aceste filme au fost Steve Reeves, Gordon Scott, Kirk Morris, Mickey Hargitay, Mark Forest, Alan Steel, Dan Vadis, Brad Harris, Reg Park, Peter Lupus (menționat ca Rock Stevens) și Michael Lane. Filmele sunt prezentate mai jos cu titlurile cu care au fost lansate în SUA, iar titlurile din paranteze sunt titlurile lor originale italiene cu o traducere aproximativă. Anii prezentați reprezintă premierele cinematografice în Italia. 
- Hercules (Le fatiche di Ercole/ Muncile lui Hercules, 1957) cu Steve Reeves
- Hercules Unchained (Ercole e la regina di Lidia/ Hercule și Regina din Lidia, 1959) cu Steve Reeves
- Goliath and the Dragon (La vendetta di Ercole/ Răzbunarea lui Hercule, 1960) (acestui film cu Hercule i s-a schimbat titlul în  Goliat  atunci când a fost distribuit în SUA)
- Hercules Vs The Hydra (Gli amori di Ercole/ Iubirile lui Hercule, 1960) cu Mickey Hargitay & Jayne Mansfield
- Hercules and the Captive Women (Ercole alla conquista di Atlantide / Hercule cucerește Atlantida, 1961) cu Reg Park (titlu alternativ în SUA: Hercules and the Haunted Women)
- Hercules in the Haunted World (Ercole al centro della terra / Hercule în centrul Pământului) 1961 (regizat de Mario Bava) cu Reg Park
- Hercules in the Vale of Woe (Maciste contro Ercole nella valle dei guai / Maciste vs Hercules in the Vale of Woe) cu Frank Gordon ca Hercule, 1961
- Ulysses vs The Son of Hercules (Ulisse contro Ercole / Ulysses vs Hercules) cu Mike Lane, 1962
- The Fury of Hercules (La furia di Ercole / The Fury of Hercules) starring Brad Harris, 1962  (titlu alternativ în SUA: The Fury of Samson)
- Hercules, Samson and Ulysses (Ercole sfida Sansone / Hercules Challenges Samson) cu Kirk Morris, 1963
- Hercules vs Moloch (Ercole contro Molock / Hercules vs Molock)  cu Gordon Scott, 1963 (a.k.a. The Conquest of Mycenae)
- Son of Hercules in the Land of Darkness (Ercole l'invincibile / Hercules the Invincible) cu Dan Vadis, 1964. Acest film original cu Hercule a fost redenumit ca "Son of Hercules" (Fiii lui Hercule) pentru a fi inclus în seria de filme The Sons of Hercules" (Fiii lui Hercule).
- Hercules vs The Giant Warrior (il trionfo di Ercole / The Triumph of Hercules) cu Dan Vadis, 1964  (titlu alternativ în SUA: Hercules and the Ten Avengers)
- Hercules Against Rome (Ercole contro Roma / Hercules vs Rome) cu Alan Steel, 1964
- Hercules Against the Sons of the Sun (Ercole contro i figli del sole / Hercules vs the Sons of the Sun) cu Mark Forest, 1964
- Hercules and the Tyrants of Babylon (Ercole contro i tiranni di Babilonia / Hercules vs the Tyrants of Babylon) cu Rock Stevens,  1964
- Samson and His Mighty Challenge (Ercole, Sansone, Maciste e Ursus: gli invincibili / Hercules, Samson, Maciste and Ursus: The Invincibles) cu Alan Steel ca Hercule, 1964  (a.k.a. Combate dei Gigantes ori Le Grand Defi)
- Hercules and the Princess of Troy (fără titlu în italiană) cu Gordon Scott, 1965 (a.k.a. Hercules vs the Sea Monster)
- Hercules, the Avenger (Sfida dei giganti / Challenge of the Giants) cu Reg Park, 1965
- Hercules Against the Moon Men, Hercules Against the Barbarians,  Hercules Against the Mongols și Hercules of the Desert au fost inițial filme cu Maciste. (Vedeți secțiunea "Maciste" de mai jos)
- Hercules and the Black Pirate și Hercules and the Treasure of the Incas  au fost ambele redenumite ca filme cu Samson. (Vedeți secțiunea "Samson" de mai jos)
- Hercules, Prisoner of Evil a fost de fapt un film cu eroul Ursus care a fost redenumit.
- Hercules and the Masked Rider a fost de fapt un film cu Goliat care a fost redenumit.

Nici unul dintre aceste filme, în versiunile lor originale italiene nu au implicat personajul Hercule în nici un fel. De asemenea, multe dintre filmele Fiii lui Hercule prezentate la televiziunea americană în anii 1960 nu au avut nimic de-a face cu Hercule în filmele originale italiene.

Alte filme despre Hercule:
- The Three Stooges Meet Hercules (1962) Statele Unite (comedie)
- Hercules in New York (1970) Statele Unite (aka "Hercules Goes Bananas", cu Arnold Schwarzenegger)
- Hercules (1983) Italia, Statele Unite (cu Lou Ferrigno)
- Le Avventure dell'incredibile Ercole (1985) Italia, Statele Unite (aka Hercules 2, cu Lou Ferrigno)
- Hercules and the Amazon Women (1994) Statele Unite - film TV
- Hercules and the Circle of Fire (1994) Statele Unite - film TV
- Hercules and the Lost Kingdom (1994) Statele Unite - film TV
- Hercules in the Underworld (1994) Statele Unite - film TV
- Hercules in the Maze of the Minotaur (1994) Statele Unite - film TV
- Hercules: The Legendary Journeys (1995–99) Statele Unite - serial TV
- Xena: Warrior Princess (1995–2001) - serial TV (Spinoff al Hercules: The Legendary Journeys)
- Hercules (1997) Statele Unite - animație (Walt Disney)
- The Amazing Feats of Young Hercules (1997) Statele Unite - animație , direct pe video
- Young Hercules (1998) Statele Unite - direct pe video
- Young Hercules (1998–99) Statele Unite - serial TV
- Hercules and Xena - The Animated Movie: The Battle for Mount Olympus (1998) Statele Unite - animație , direct pe video
- Himcules (1998–99) - serial TV de animație
- Hercules (2005) - miniserial TV
- The Legend of Hercules (2014) Statele Unite
- Hercules (2014) Statele Unite

## Filme despreAmazoane
- La Regina delle Amazzoni(1960) sau Colossus and the Amazon Queen
- Le Gladiatrici (1963)
- Le Amazzoni - donne d'amore e di guerra (1973)
- Amazoanele (1973)
- Dschungelmädchen für zwei Halunken (1974)
- Gold of the Amazon Women (1979) (TV)
- Wonder Woman (2009)
- Wonder Woman (2017)

## Sons of Hercules

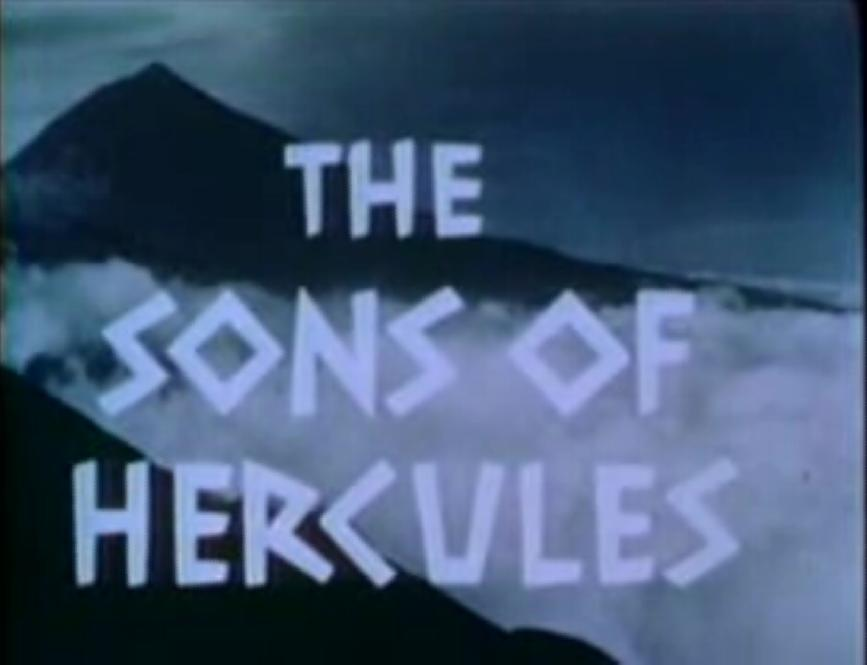
Intertitlul seriei TV The Sons of Hercules

- Ursus, Son of Hercules (Ursus) 1961, cu Ed Fury (a.k.a. Mighty Ursus)
- Mole Men vs the Son of Hercules (Maciste, the Strongest Man in the World) 1961, cu Mark Forest
- Triumph of the Son of Hercules (The Triumph of Maciste) 1961, cu Kirk Morris
- Fire Monsters Against the Son of Hercules (Maciste vs the Monsters) 1962, cu Reg Lewis
- Venus Against the Son of Hercules (Mars, God Of War) 1962, cu Roger Browne
- Ulysses Against the Son of Hercules (Ulysses against Hercules) 1962, cu Mike Lane
- Medusa Against the Son of Hercules(Perseus The Invincible) 1962, cu Richard Harrison
- Son of Hercules in the Land of Fire (Ursus In The Land Of Fire) 1963, cu Ed Fury
- Tyrant of Lydia Against The Son of Hercules (Goliath and the Rebel Slave) 1963, cu Gordon Scott
- Messalina Against the Son of Hercules (The Last Gladiator) 1963, cu Richard Harrison
- The Beast of Babylon Against the Son of Hercules (Hero Of Babylon) 1963, a.k.a. Goliath, King of the Slaves, cu Gordon Scott
- Terror of Rome Against the Son of Hercules (Maciste, Gladiator of Sparta) 1964, cu Mark Forest
- Son of Hercules in the Land of Darkness (Hercules the Invincible) 1964, cu Dan Vadis
- Devil of the Desert Against the Son of Hercules (Anthar the Invincible) 1964, (a.k.a. The Slave Merchants, a.k.a. Soraya, Queen of the Desert) cu Kirk Morris, regia Antonio Margheriti

## Filme despreOedip
- The Man Who Smiles (1937)
- Oedipus Rex (1957)
- Antigone (1961)
- Oedipus Rex (1967)
- Oedipus the King (1968)
- Funeral Parade of Roses (1969)
- Night Warning (1982)
- Voyager (1991)
- Edipo Alcalde (1996)
- Tiresia (2003)

## Filme desprePerseu
- Perseo l'invincibile (1963) (sau Medusa Vs The Son of Hercules)
- Clash of the Titans (1981)
- Clash of the Titans (2010)
- Percy Jackson: The Lightning Thief (2010)
- Wrath of the Titans (2012)
- Percy Jackson: Sea of Monsters (2013)

## Filme desprePygmalion
- Pygmalion (1937)
- My Fair Lady (1964)
- Duck, You Sucker! (1971)
- Weird Science (1985)
- Mannequin (1987)
- Mighty Aphrodite (1995)
- Ruby Sparks (2012)

## Filme despreOrfeu
- Orfeu (1950) Franța
- Black Orpheus (1959) Brazilia
- Testamentul lui Orfeu (1960) Franța
- Evrydiki BA 2O37 (1975) Grecia
- Orfeu (1999) Brazilia
- Orpheus (2005)
- The Makeover(2013)

## Filme despre Ursus
Au fost realizate în total 9 filme italiene în care Ursus este personajul principal, enumerate mai jos după cum urmează: titlul italian original și traducerea aproximativă a titlului italian (iar în paranteze titlu american cu care a fost lansat filmul în SUA).
- Ursus / Ursus (Ursus, Son of Hercules, 1961) a.k.a. "Mighty Ursus", în rolul principal: Ed Fury
- La Vendetta di Ursus / Răzbunarea lui Ursus  (The Revenge of Ursus, 1961) în rolul principal: Samson Burke
- Ursus Nella Valle dei Leoni / Ursus în valea leilor  (Valley of the Lions, 1961) în rolul principal: Ed Fury
- Ursus e la Ragazza Tartara / Ursus și fata tătară   (Ursus and the Tartar Princess, 1962) a.k.a. "The Tartar Invasion", în rolul principal: Joe Robinson
- Ursus Nella Terra di Fuoco / Ursus în Țara de Foc   (Son of Hercules in the Land of Fire, 1963) în rolul principal: Ed Fury
- Ursus il Gladiatore Rebelle / Ursus Gladiatorul Rebel  (Rebel Gladiators, 1963) în rolul principal: Dan Vadis
- Ursus il Terrore dei Kirghisi / Ursus, teroarea kirghizilor (Hercules, Prisoner of Evil, 1964) în rolul principal: Reg Park
- Ercole, Sansone, Maciste e Ursus: Gli Invincibili/ Hercule, Samson, Maciste și Ursus : Invincibilii  (Samson and His Mighty Challenge, 1964) în rolul principal: Yan Larvor ca Ursus (a.k.a. "Combate dei Gigantes" ori "Le Grand Defi")
- Gli Invincibili Tre / Trei Invincibili  (Three Avengers, 1964) în rolul principal: Alan Steel ca Ursus

## Filme despreTezeușiMinotauruldinCreta
- Minotaur, the Wild Beast of Crete, 1960, film italian cu Bob Mathias, vag bazat pe povestea mitologică
- Minotaur, film de groază din 2006
- Immortals (2011)

## Filme despreTitani
- Arrivano i titani, 1962 Italia

## Vezi și
- Film peplum
- Listă de filme bazate pe poezii
- Filme bazate pe mitologia egipteană (categorie)  (listă)
- Filme bazate pe mitologia nordică (categorie)  (listă)
- Cei 300 de spartani (1962)
- 300 - Eroii de la Termopile (2007)
- 300 - Ascensiunea unui imperiu (2014)
- A Wounded Fawn (2022)